# Janusia prancei
Janusia prancei är en tvåhjärtbladig växtart som beskrevs av W.R. Anderson. Janusia prancei ingår i släktet Janusia och familjen Malpighiaceae. Inga underarter finns listade i Catalogue of Life.